# Naso elegans
Naso elegans és una espècie de peix pertanyent a la família dels acantúrids.

## Descripció
- Pot arribar a fer 45 cm de llargària màxima (normalment, en fa 35).
- 6 espines i 26-30 radis tous a l'aleta dorsal i 2 espines i 27-30 radis tous a l'anal.
- L'aleta dorsal és de color groc i l'anal i pèlviques marró fosc.[3]

## Alimentació
Menja algues bentòniques.

## Hàbitat
És un peix marí, associat als esculls i de clima tropical.

## Distribució geogràfica
Es troba des del mar Roig fins a Durban (Sud-àfrica) i el sud-oest d'Indonèsia. No és present al golf d'Oman, ni al golf Pèrsic ni a l'Índia.

## Observacions
És inofensiu per als humans.